# (22692) Carfrekahl
(22692) Carfrekahl (1998 QE99) – planetoida z pasa głównego asteroid okrążająca Słońce w ciągu 6,2 lat w średniej odległości 3,37 j.a. Odkryta 26 sierpnia 1998 roku.